# جو سيمون (مغني)
جو سيمون (بالإنجليزية: Joe Simon)‏ هو منتج أسطوانات وكاتب أغاني وموسيقي ومغني أمريكي، ولد في 2 سبتمبر 1943 في سيمزبورت ‏ في الولايات المتحدة.

## وصلات خارجية
- جو سيمون على موقع IMDb (الإنجليزية)
- جو سيمون على موقع ميوزك برينز (الإنجليزية)
- جو سيمون على موقع أول ميوزيك (الإنجليزية)
- جو سيمون على موقع ديسكوغز (الإنجليزية)